# Toma de Almendralejo

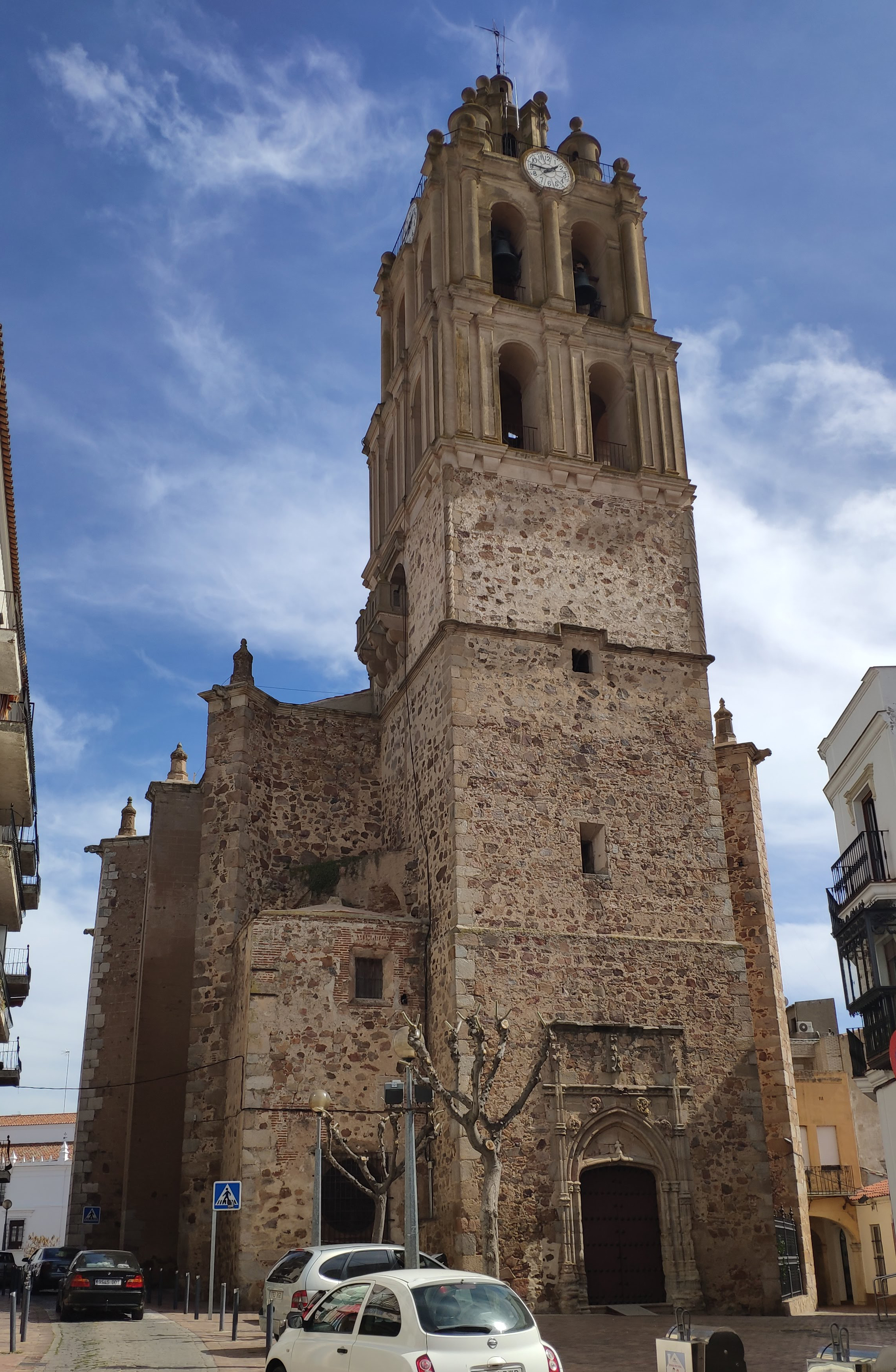
Torre de la Iglesia de Nuestra Señora de la Purificación (Almendralejo).

La toma de Almendralejo se produjo entre 7 y el 15 de agosto de 1936 y consistió en la toma de la localidad de Almendralejo (Badajoz), durante la guerra civil española, por parte de las columnas nacionales del teniente coronel Carlos Asensio Cabanillas y del comandante Antonio Castejón Espinosa.

## Desarrollo de las operaciones
Después de haber tomado Villafranca de los Barros, la columna de Asensio se dirigió a Almendralejo en su camino hacia Mérida. Llegó a las afueras de la localidad a mediodía del día 7 de agosto e inmediatamente comenzó el bombardeo por tierra y por aire, pero los milicianos republicanos consiguieron resistir y amenazaron con incendiar los dos edificios —la cárcel y un convento— donde tenían encerrados a los derechistas que habían detenido si los atacantes entraban en el pueblo. Cuando lo hicieron, cumplieron su promesa y murieron 28 personas.

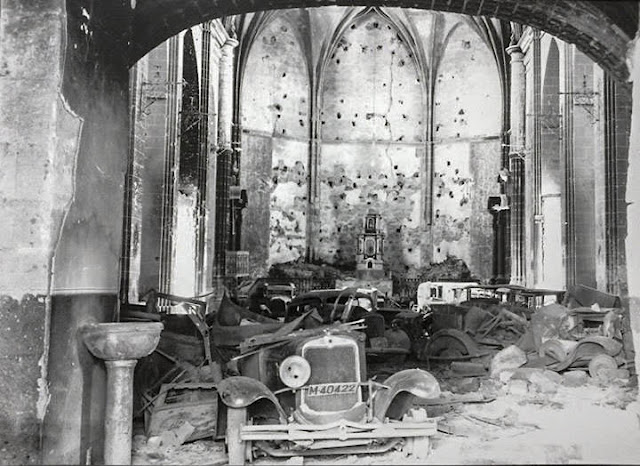
Interior de la iglesia en agosto de 1936. Los pocos coches que había en la localidad fueron guardados en el interior del edificio.

Unos cincuenta milicianos se atrincheraron en la torre de la Iglesia de la Purificación mientras los legionarios y los regulares iban casa por casa aporreando las puertas con las culatas y llevando a los detenidos a la plaza de toros —otros fueron asesinados y sus cadáveres abandonados en las calles y en los caminos—. Para obligar a los milicianos a abandonar la torre el teniente coronel Asensio ordenó, según informó al general Franco, «el incendio de la iglesia con paja húmeda y azufre para lograr efectos tóxicos, lo que ha permitido llegar hasta el coro, pero continuando el enemigo en alguna cámara que le ha aislado de los efectos del fuego, ya que ha continuado tirando bombas y tiros de fusil». Franco a su vez telegrafió al general Mola que la columna de Asensio había encontrado «seria resistencia», añadiendo a continuación: «Almendralejo hicieron horrores con personas de orden. Columnas castigan con ejemplaridad desmanes».

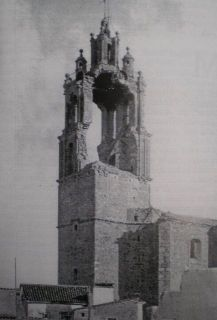
La iglesia tras el bombardeo.

El ocho de agosto el general Franco ordena a la columna del comandante Castejón que se una a la de Asensio para acabar con la resistencia en Almendralejo y continuar el avance hacia Mérida. En un informe enviado a Franco se dice: «por la gran población que tiene y por lo levantisco de los muchos elementos de izquierda que existen no se ha estimado conveniente seguir a Mérida dejando el pueblo en tales condiciones». En el informe también se decía que las columnas habían sido bombardeadas tres veces por la aviación republicana, que también había arrojado hojas de propaganda alentando a la resistencia.

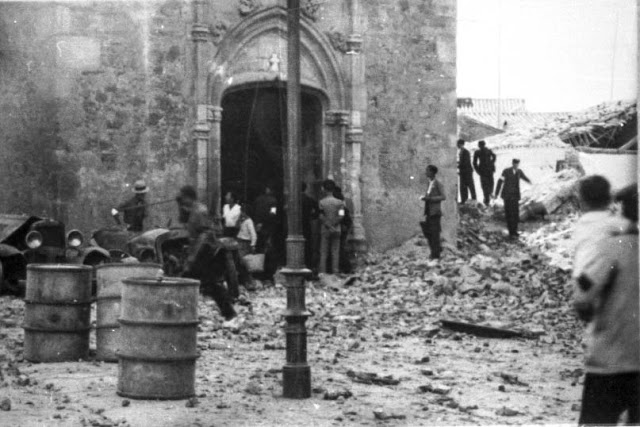
Puerta de la torre tras el bombardeo.

El día 9 de agosto Asensio informa a Franco de que han quemado dos puertas de acceso a la torre y la escalera con la finalidad de causar de nuevo «efectos tóxicos» sobre sus ocupantes pero los milicianos continúan resistiendo. Entonces decidió quemar la iglesia, justificándolo porque ya había sido profanada por los «rojos». Así relató más tarde el propio Asensio lo que había sucedido:
El día 10 de agosto continuaba el asedio a la torre, de lo que informaba el teniente coronel Asensio:

...habiéndose intensificado la labor de destrucción para obligar a los defensores a rendirse mediante algunas voladuras con trilita en el interior. También se ha bombardeado la torre y tejado de la iglesia con una pieza de Batería de Montaña de 10,5 que se incorporó a las ocho horas de este día, destrozando la mitad de la torre y produciendo grandes averías en el tejado. A pesar de todo continúa la defensa resistiendo.

Finalmente, con la estructura de la torre semiderruida por los cañonazos y con el interior de la iglesia arrasado por las llamas, los milicianos se rindieron el 15 de agosto, aunque algunos se arrojaron desde lo alto. En el lado de los asaltantes hubo 38 bajas, casi todos heridos.

## Represión
Habiendo puesto fin a la resistencia se desató una terrible represión. Varios cientos de personas fueron fusiladas, entre ellas 100 mujeres que antes de ser ejecutadas fueron violadas y humilladas rapándoles la cabeza y obligándoles a tomar aceite de ricino. Los periodistas portugueses que seguían a las columnas se refirieron a Almendralejo como «esta localidad maldita». Estos mismos periodistas portugueses informaron de que en Almendralejo los insurgentes habían matado a 1000 personas.